# Comuna Vovna, Șostka
Vovna (în ucraineană Вовна) este o comună în raionul Șostka, regiunea Sumî, Ucraina, formată din satele Dibrivka și Vovna (reședința).

## Demografie
Componența lingvistică a comunei Vovna
     Rusă (91,78%)
     Ucraineană (8,22%)
Conform recensământului din 2001, majoritatea populației comunei Vovna era vorbitoare de rusă (91,78%), existând în minoritate și vorbitori de ucraineană (8,22%).